# Ормилия
Орми́лия (греч. Ορμύλια) — малый город в Греции, на полуострове Халкидики. Административно относится к общине Полийирос и периферийной единицы Халкидики в периферии Центральная Македония. Расположен на высоте 36 м над уровнем моря, на правом берегу реки Хаврия, впадающей в залив Касандра Эгейского моря. Население — 2979 человек по данным переписи 2011 года.

## История
Ормилия построена на месте античного города Сермила (Сермилия, др.-греч. Σερμύλη ή Σερμυλία). Известно, что жители Сермилы присоединились к войскам Ксеркса во время похода на Грецию, однако впоследствии город стал союзником Афин. Во время Пеллопонесской войны Сермили не раз был разграблен спартанцами. По Фукидиду начальник сухопутного войска пелопоннесцев Аристей в союзе с халкидянами устроил засаду у города и перебил множество сермилиев. В 348 году до н. э. Сермили был разрушен войсками македонского царя Филиппа II, после чего пришёл в упадок. Новый расцвет поселения пришёлся на времена Византии, когда поблизости была сооружена крепость Каллиполис (Καλλίπολις, лат. Callipolis). В XV веке город был разрушен турками. В 1821 году поселение, получившее к тому время современное название, было уничтожено пожаром, однако вскоре отстроено заново.

## Достопримечательности
Широко известен расположенный в 4 км к востоку от города православный Благовещенский монастырь Кассандрийской митрополии Элладской православной церкви, один из самых больших женских монастырей Греции. Обитель является подворьем (метохом) афонского монастыря Симонопетра, с 1974 года заселёна женской монашеской общиной.
Действует мужской монастырь Арсения Каппадокийского близ села Ватопедион, основанный в 1986 году.

## Сообщество Ормилия
Сообщество Ормилия (Κοινότητα Ορμυλίας) создано в 1918 году (ΦΕΚ 152Α). В сообщество входят 6 населённых пунктов, женский Благовещенский монастырь и мужской монастырь Арсения Каппадокийского. Население 3682 человека по переписи 2011 года. Площадь 60,191 км².
| Наименование                      | Население (2011), человек |
| --------------------------------- | ------------------------- |
| Благовещенский монастырь          | 114                       |
| Ватопедион                        | 191                       |
| Монастырь Арсения Каппадокийского | 17                        |
| Неа-Сермили                       | 38                        |
| Ниси                              | 32                        |
| Ормилия                           | 2979                      |
| Паралия-Ватопедиу                 | 12                        |
| Псакудия                          | 299                       |

## Население
| Год  | Население, человек |
| ---- | ------------------ |
| 1991 | 2808               |
| 2001 | 3212               |
| 2011 | ↘ 2979             |